# Aquarium of the Americas

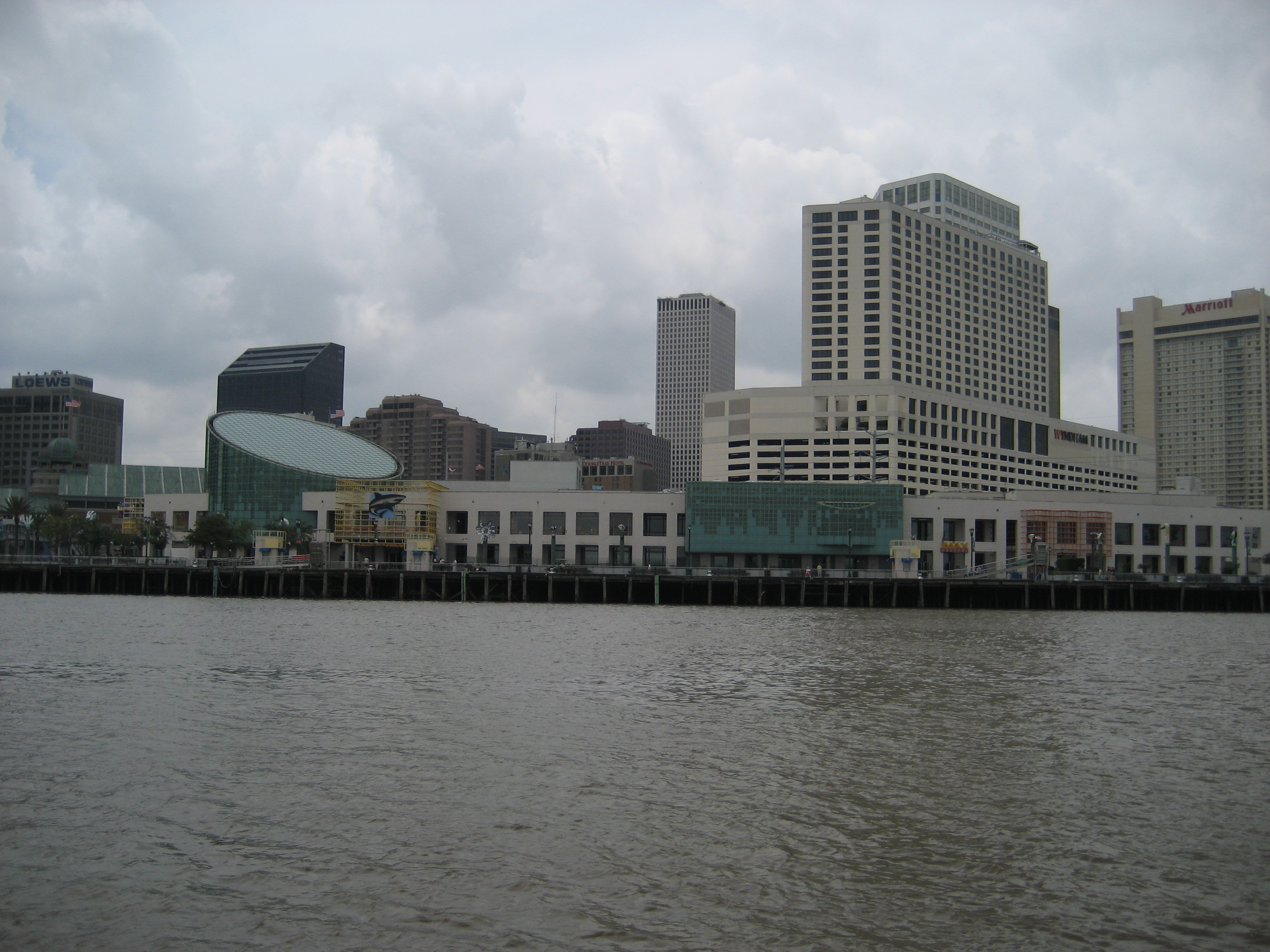
Frontansicht des „Aquarium of the Americas“

Das Audubon Aquarium of the Americas ist ein Aquarium in New Orleans, Louisiana und gehört zu den führenden Aquarienanlagen der Vereinigten Staaten.
Das Aquarium of the Americas gehört zum „Audubon Nature Institute“, dass auch den Audubon Zoo und den Audubon Park in anderen Teilen der Stadt leitet. Das Aquarium liegt unmittelbar am Ufer des Mississippi River am Rande des historischen French Quarter an der Canal Street und wurde 1990 eröffnet.

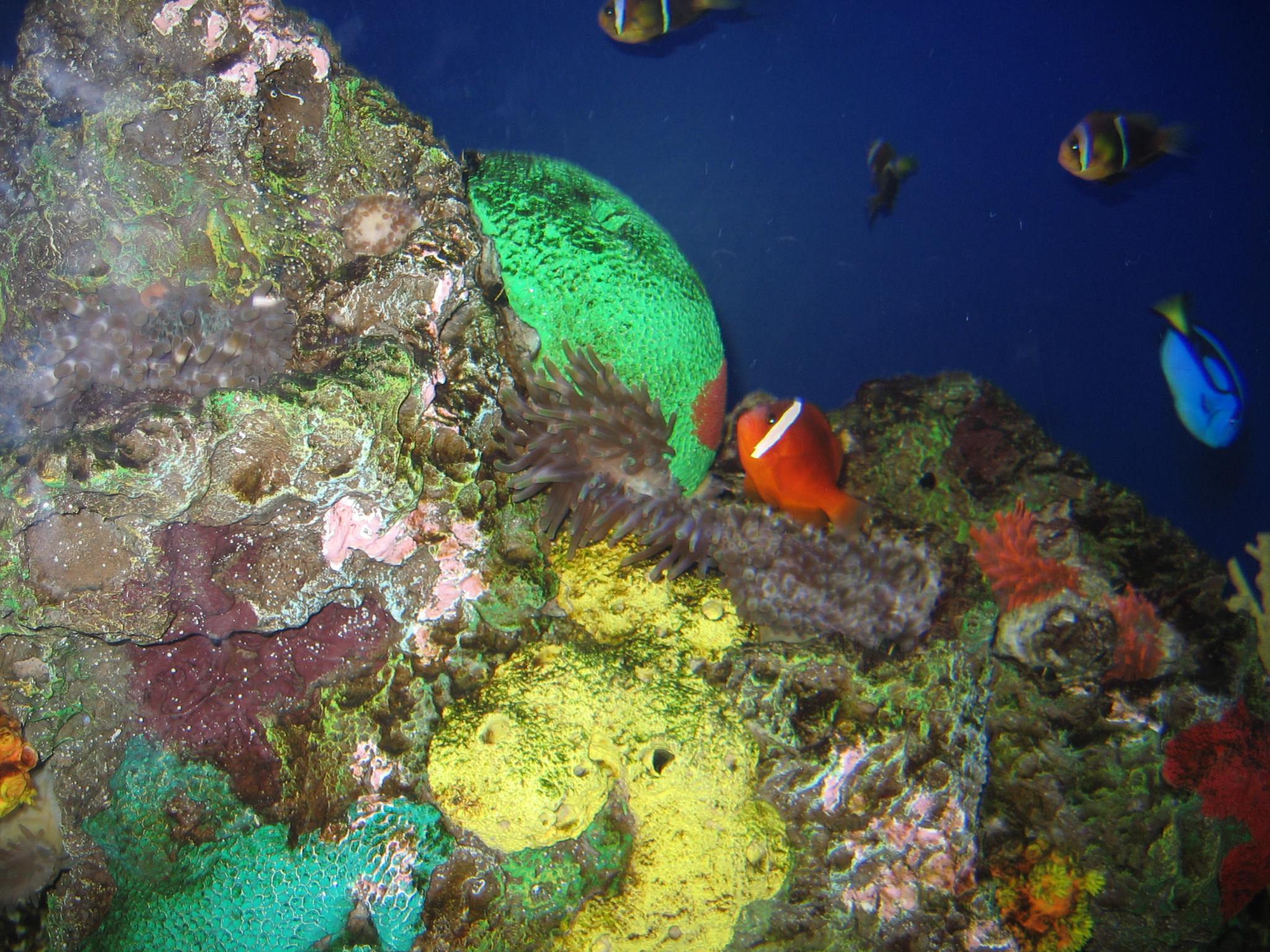
Ausschnitt aus einem der Becken

Es verfügt über 10.000 Tiere von 530 verschiedenen Arten. Zu den besonderen Ausstellungsbereichen gehört die „Mississippi River gallery“ mit Welsen, Löffelstören und Alligatoren; das „Caribbean reef exhibit“ mit einem neun Meter langen Glastunnel, der unter Wasser durch den Lebensraum des Karibischen Meeres führt; das „Gulf of Mexico exhibit“, in dem Haie, Meeresschildkröten und Stachelrochen betrachtet werden können.
Das Aquarium verfügt außerdem über ein IMAX-Kino.

## Verursachte Schäden durch Hurrikan Katrina
Im Jahre 2005 wurde die Anlage stark durch Hurrikan Katrina in Mitleidenschaft gezogen. Obwohl das Gebäude nicht besonders beschädigt wurde und hoch genug liegt, um den schlimmsten Überschwemmungen zu entgehen, konnte die Notstromversorgung die aufwendige Energieversorgung des Aquariums nicht aufrechterhalten, die die meisten Tiere benötigten, um am Leben erhalten zu werden.
Die Beschäftigten des Aquariums mussten die Stadt ebenso wie die Bewohner verlassen und konnten erst vier Tage später zurückkehren. Bei ihrer Rückkehr konnten sie jedoch nur noch den Tod von nahezu allen Lebewesen feststellen. Herausragend war das Überleben von 19 Pinguinen, die sofort in anderen Einrichtungen untergebracht wurden und nach dem Wiederaufbau des Aquariums in ihr altes Zuhause zurückkehren konnten.
Das Aquarium wurde am 26. Mai 2006 wiedereröffnet. Um die ursprüngliche Artenvielfalt und Ausstellungsgröße wiederherzustellen, wurde ein umfangreiches Patenprogramm ins Leben gerufen. Außerdem erhielt das Aquarium of the Americas zahlreiche Schenkungen anderer Aquarien aus der ganzen Welt. Seit der Wiedereröffnung konnte das Aquarium seine Vielfalt in einigen Bereichen sogar steigern: Am karibischen Riff und in der Quallenausstellung wurden zusätzliche Arten hinzugefügt. Außerdem wurde der Wassertank für die Darstellung des Golfes von Mexiko erweitert.